# Віржіні Депант
Віржіні Депант (фр. Virginie Despentes, при народженні Даге (Daget, нар. 13 червня 1969, Нансі) — французька письменниця, перекладачка, сценаристка і кінорежисерка. Відома роботою, присвяченою ґендеру, сексуальності та людям, які живуть у бідності чи інших маргінальних умовах. Входить до Гонкурівської академії (з 5 січня 2016 по 6 січня 2020).

## Діяльність
Робота Депант є описом маргіналізації молоді; це стосується сексуальної революції, яку пережило покоління X, і до поширення порнографії в громадських місцях за допомогою нових комунікаційних методів. З трансгресивним дослідженням меж непристойності, як романістка чи режисерка, вона пропонує соціальну критику та протиотруту новому моральному порядку. Її персонажі мають справу з нещастям і несправедливістю, насильством над собою, таким як наркоманія, або насильством щодо інших, таким як зґвалтування чи тероризм, від якого вона також страждала.
Депант є однією із найпопулярніших французьких авторів цієї епохи. Її книга «Теорія Кінг-Конга» іноді викладається в гендерних дослідженнях і «часто передається міленіалкам як рекомендація крутої, не настільки старшої наставниці». Протягом багатьох років після виходу її роману «Трахни мене» у 1993 році французькі літературні інституції зображували її аутсайдеркою або «інфант террібл» і викликали критику як з боку політичних лівих, так і правих. Пізніші роботи, такі як Apocalypse Bébé (2010) і трилогія Vernon Subutex (2015-17), отримали багато позитивних відгуків.

## Життя і кар'єра
Віржіні Даге народилася у 1969 році. Виросла в Нансі, Франція. Її батьки були поштовими працівниками. У 15 років батьки проти її волі госпіталізували її до психіатричної лікарні. Пізніше вона зазначила: «Тепер я впевнена, що мене б ніколи не закрили, якби я народилася хлопчиком. Витівки, через які я потрапила в психіатричну палату, були не такими вже й дикими».
Коли їй було 17 років, Даге залишила дім і кинула навчання. У підлітковому віці вона їздила автостопом і стежила за рок-гуртами. Під час подорожі автостопом з другом у 17 років їй погрожували гвинтівкою троє чоловіків, а потім її групово зґвалтували.
Даге селилася в Ліоні, де заробляла покоївкою, повією в «масажних салонах» і піп-шоу, продавчинею в магазині звукозаписів, незалежною рок-журналісткою і порнокритикинею.
У 1994 році вийшла її перша книга Baise-moi. Книга присвячена двом жінкам у проституції, які вчинили вбивство після того, як одну з них зґвалтували групою. Для книги вона взяла псевдонім «Despentes», який був натхненний Ла Круа-Рус, її старим районом у Ліоні. Околиці були горбисті; «pente» — це французьке слово «пагорб». Вона вибрала псевдонім, щоб її родина могла трохи відійти від книги.
Депант переїхала до Парижа. У 2000 році вона зняла перший фільм, Baise-moi, екранізацію власного роману, разом з колишньою порноакторкою Коралі Трін Тхі. У ньому зіграли Карен Ланком і Рафаела Андерсон. Baise-moi — сучасний приклад фільму про зґвалтування та помсту, жанр експлуатаційних фільмів. Після виходу роману 1993 року та екранізації вона стала дуже суперечливою.
Її роман Les Jolies Choses був екранізований у 2001 році Жилем Паке-Бреннером із Маріон Котіяр і Стомі Багсі в головних ролях. Фільм був удостоєний призу Мішеля д'Орнано на фестивалі американського кіно в Довілі 2001 року.
З 2004 по 2005 рік Депант писала блог, у якому документувала своє повсякденне життя. Приблизно в цей час вона визнала себе лесбійкою і почала зустрічатися з іспанським філософом Полом Б. Пресіадо, до того, як він здійснив трансгендерний перехід.
У 2005 році написала три пісні для альбому Va Chercher la Police для групи A.S. Дракон.
У 2006 році Депант опублікувала нон-фікшн роботу «Теорія Кінг-Конга». У ньому розповідається про її досвід у французькій проституції, про ганьбу та похвалу, якої вона зазнала за написання Baise-Moi.
У 2009 році Депант зняла свій перший документальний фільм Mutantes (Féminisme Porno Punk), який транслювався на TV Pink.
У 2010 році її роман Apocalypse bébé був удостоєний премії Ренодо.
Bye Bye Blondie був адаптований для фільму з Беатріс Далле та Еммануель Беар. Сесілія Бекс і Саліма Бутебаль створили сценічну адаптацію «Теорії Кінг-Конга» під час Авіньйонського фестивалю «Outside».
У 2011 році її коментар про Домініка Стросс-Кана з'явився в The Guardian.
Англійський переклад її роману «Вернон Субутекс 1» увійшов до короткого списку Букерівської міжнародної премії 2018 року.
18 серпня 2023 року була запрошеною зірковою суддею в епізоді 2 сезону під назвою Showtime! французького реаліті-серіалу Drag Race France, який транслюється на France.tv Slash.

## Особисте життя
У середині 2000-х років почала ідентифікувати себе як лесбійка та зустрічалася з іспанським філософом Полом Б. Пресіадо, перш ніж він став трансчоловіком.

## Нагороди та відзнаки
Депант виграла у 1998 році Prix de Flore і 1999 Prix Saint-Valentin за Les Jolies Choses; у 2010 році Prix Renaudot за Apocalypse Bébé.
5 січня 2016 року її призначили до Академії Гонкура. 5 січня 2020 року Депант пішла з цієї посади, щоб присвятити більше часу письму.
У 2018 році Депант увійшла до короткого списку Міжнародної Букерівської премії за «Вернона Субутекса 1», перекладеного англійською Френком Вінном.